# Castello di Amendolara
Il castello di Amendolara è un castello costruito intorno all'XI secolo in cima a una rupe che si erge a strapiombo sulla vallata sottostante sito dell'antico borgo medievale omonimo; venne forse edificato sui resti di una preesistente fortezza dell'VIII secolo o IX secolo.

## Storia
I Normanni conquistata la Calabria, cominciarono a edificare castelli e, tra il 1045 e il 1048, costruirono un castello ad Amendolara, sopra una roccaforte longobarda da Roberto d'Altavilla, detto il Guiscardo, duca di Puglia e di Calabria, signore di Amendolara. Egli, in seconde nozze, nel 1058, sposò Sichelgaida, principessa di Salerno, ed ebbe una figlia di nome Mabilia, alla quale diede in dote il castello con tutto l'Alto Jonio. I Normanni tennero in grande considerazione il castello perché era l'unica stazione di riposo e di ristoro tra Mileto, capitale dei Normanni, e la Puglia. Gli stessi, occupata la Sicilia nel 1091, trasferirono a Palermo la sede della corte, e per la Calabria la speranza di una rinascita svanì. In mancanza di figli maschi nella famiglia normanna d'Altavilla, Federico Barbarossa, Imperatore di Germania, combinò un matrimonio nel 1186 tra Costanza d'Altavilla, figlia postuma di Ruggero II di Sicilia e suo figlio Enrico VI di Svevia. Ad Enrico, morto a 32 anni, successe il figlio Federico II il quale fece abbellire e restaurare il castello, diventando "domus imperialis", e vi soggiornò in diverse occasioni durante i suoi numerosi viaggi verso la Sicilia e la Puglia; qui trascorrerà periodi di riposo destinati alla caccia con il falcone, da cui prende il nome contrada Falconara. A Federico II, morto nel 1250, successe il figlio illegittimo Manfredi di Sicilia che sposò la regina Elena d'Epiro; durante il viaggio in Puglia, sostarono nel castello di Amendolara dove per l'ultima volta furono ospitati dei reali, nel 1263. Fu poi residenza di tutte quelle famiglie nobili che ebbero il possesso del feudo di Amendolara, fra cui i Sanseverino, i Marra, baroni Gambarotta, i Ruffo, i Carafa, i Pignatelli di Bellosguardo. Questi ultimi dovettero lasciare il castello nel 1808, quando lo Stato incamerò tutti i beni nobiliari in seguito alle nuove leggi sull'eversione della feudalità. Messo in vendita, fu acquistato dai Marchesi Gallerano, che manterranno la proprietà per secoli. In seguito al terremoto del 1783 il castello venne notevolmente danneggiato, tanto che durante la fase di ricostruzione gran parte delle torri e delle mura vennero inglobate nelle case private adiacenti e trasformate in abitazioni, mentre alcuni tratti della cinta crollarono.
La sua posizione dominante denuncia la primitiva funzione di difesa dell'abitato, confermata dalla pianta triangolare e dalla lunga cinta muraria sulla quale si levavano diverse torri. Un possente terrapieno, alto una decina di metri e con muri spessi oltre un metro, costituisce la base del castello, protetto lungo il lato occidentale anche da un largo fossato, dove l'unico passaggio era rappresentato da un ponte levatoio, sostituito poi da un ponte in pietra. Nel fossato si aprono le piccole finestre dei seminterrati, che probabilmente erano adibiti a carcere. Il portale d'ingresso, con arco a tutto sesto in muratura, immette, attraverso un sottopasso, nel cortile centrale, un ampio spiazzo su cui si affacciano i magazzini, un tempo cantine, rimesse e stalle. Una scalinata a due rampe conduce al piano nobile e all'arioso colonnato che conferisce all'insieme un eccezionale movimento plastico.
Allo stato attuale la fabbrica presenta una tipologia di chiara impostazione tardo-settecentesca, riscontrabile in modo particolare nella definizione della scansione ritmica dei balconi delle facciate, con ringhiere in ferro battuto, nonché da elementi neoclassici come gli archi che sorreggono il colonnato, edificato sicuramente nella prima metà dell'Ottocento.